# Coni Zugna (métro de Milan)
Coni Zugna est une station de métro à Milan, en Italie. Située sur la ligne 4 du métro de Milan entre California et Sant'Ambrogio, elle a ouvert le 12 octobre 2024.